# Conquest of the Pacific
Conquest of the Pacific — второй студийный альбом армянской симфо-прог-рок-группы Oaksenham, выпущен 10 сентября 2007 года на французском лейбле Musea.

## Об альбоме
Первая половина Conquest of the Pacific состоит из семи частей отдельных композиций, вторая половина альбома занимает рок-симфония «Conquest of the Pacific», состоящяя из пяти частей.

## Список композиций
1. Anthem: The Unseen Land — 0:47
2. Water Spark — 6:25
3. Elfy — 1:30
4. The Way Back Home — 9:28
5. Talybont — 2:46
6. On Reflection — 4:40
7. Time Out — 3:59
8. Conquest Of The Pacific I: Jester’s Pipe — 3:09
9. Conquest Of The Pacific II: Merlin’s Jig — 2:48
10. Conquest Of The Pacific III: Across The Atlantic — 6:16
11. Conquest Of The Pacific IV: Ocean’s Web — 6:07
12. Conquest Of The Pacific V: Golden Hind — 8:01

## Участники записи
- Ваагн Папаян — бас
- Анна Адамян — клавишные
- Валерий Толстов — флейта
- Корьюн Бобикян — скрипка
- Вартан Гаспарян — гитары
- Ашот Корганян — ударные, перкуссия